# حلم كاسندرا
حلم كاسندرا (بالإنجليزية: Cassandra's Dream)‏ هو فيلم إثارة تم إنتاجه في فرنسا والمملكة المتحدة وصدر في سنة 2007. الفيلم من إخراج وودي آلن وكتابة وودي آلن.

## القصة
يعيش الشقيقان إيان (إيوان ماكجريجور) وتيري (كولين فاريل) حياةً متواضعةً فاشلةً في لندن، يقومان بشراء قاربًا ويطلقون عليه حلم كاساندرا تيمنًا باسم حصان السباق الذي جلب لهما المال الذي اشتروه به.

## الميزانية والإيرادات
بلغت تكلفة إنتاج الفيلم حوالي 15 مليون دولار بينما حقق أرباحا تقدر بـ 22,539,685 دولار.

## روابط خارجية
- حلم كاسندرا على موقع IMDb (الإنجليزية)
- حلم كاسندرا على موقع ميتاكريتيك (الإنجليزية)
- حلم كاسندرا على موقع روتن توميتوز (الإنجليزية)
- حلم كاسندرا على موقع نتفليكس (الإنجليزية)
- حلم كاسندرا على موقع قاعدة بيانات الأفلام العربية
- حلم كاسندرا على موقع ألو سيني (الفرنسية)
- حلم كاسندرا على موقع Turner Classic Movies (الإنجليزية)
- حلم كاسندرا على موقع أول موفي (الإنجليزية)
- حلم كاسندرا على موقع بوكس أوفيس موجو (الإنجليزية)
- حلم كاسندرا على موقع فيلمافينيتي (الإسبانية)